# Crocidura munissii
Crocidura munissii — вид ссавців родини Soricidae. Це ендемік Танзанії.
Він відомий лише з гір Рубехо, Удзунгва, Укагуру та Улугуру. Населяє гірські ліси. Має довжину тіла 75–106 мм, хвіст 66–95 мм і вагу 9,5–19,5 г, темно-коричневе хутро. Цей вид був названий на честь танзанійського мамолога Майко Дж. Муніссі на честь його дослідження гірських ссавців Танзанії.